# 钟花假百合
钟花假百合（学名：Notholirion campanulatum）为百合科假百合属下的一个种。

## 扩展阅读
- 維基物種上的相關：钟花假百合